# Joe Maese
Joseph Michael Maese (* 2. Dezember 1978 in Morenci, Arizona) ist ein ehemaliger US-amerikanischer Footballspieler auf der Position des Long Snappers. Er spielte von 2001 bis 2004 für die Baltimore Ravens und 2005 für die Detroit Lions in der National Football League (NFL).

## Frühe Jahre
Maese ging in Phoenix, Arizona, auf die Highschool. Später besuchte er die University of New Mexico.

## NFL
Maese wurde im NFL-Draft 2001 in der sechsten Runde an 194. Stelle von den Baltimore Ravens ausgewählt. Er war damit der erste reine Long Snapper, der in einem NFL-Draft ausgewählt wurde. Er absolvierte für die Ravens 62 Spiele. Zur Saison 2005 wechselte er zu den Detroit Lions. Hier absolvierte er drei Saisonspiele.

## Nach der NFL
Maese spielte im Jahr 2005 eine Saison bei den Baltimore Blackbirds in der Indoor Footballliga AIFA. Später arbeitete er als Feuerwehrmann in Howard County, Maryland. Nach einem Motorradunfall trägt er vom linken Knie abwärts eine Beinprothese.